# Thoms Bericht
Thoms Bericht ist ein preisgekrönter Jugendroman des deutschen Schriftstellers Tilman Röhrig aus dem Jahre 1973.

## Inhalt
Das Buch erzählt die Geschichte des jugendlichen Protagonisten und Ich-Erzählers Thom. Er wird wegen seiner roten Haare und Sommersprossen von anderen Kindern gehänselt, trägt deswegen nur lange Kleidung und wird häufig von seinem tyrannischen Vater, einem Pfarrer, geschlagen. Er rechtfertigt die Prügel stets mit dem scheinheiligen Satz „Wen Gott liebt, den züchtigt er“. Als Thoms Mutter die Familie verlässt, muss er im Gegensatz zu seinen drei Geschwistern ebenfalls gehen: zuerst wird er an einen Onkel weitergereicht, und landet danach für ein Jahr im Kinderheim – was er aber als angenehm empfindet, da er dort nicht verprügelt wird. Als Thom nach einem Jahr zurückkehrt, wird er erneut sowohl vom Vater als auch von Mitschülern verprügelt. Am Ende entschließt er sich, endlich unabhängig zu werden, tritt aus der Kirche aus und nabelt sich somit von seinem Vater ab.

## Hintergrund
Röhrig verarbeitet in diesem Buch eigene Erfahrungen mit seinem brutalen Vater Udo Röhrig, einem evangelischen Pfarrer, der ihn häufig bis aufs Blut züchtigte.

## Preise
- Buxtehuder Bulle (1973)
- Auswahlliste zum Deutschen Jugendbuchpreis (1973)